# Human Clay
Albums de Creed
My Own Prison
(1997) Weathered
(2001)
Singles
1. Higher
Sortie : 24 août 1999
2. What If
Sortie : 31 janvier 2000
3. With Arms Wide Open
Sortie : 24 avril 2000
4. Are You Ready?
Sortie : 7 août 2000

Human Clay est le second album studio du groupe américain, Creed. Il est sorti le 28 septembre 1999 sur le label Wind-up Records et a été produit par John Kurzweg.

## Historique
Cet album se classa à la première place du Billboard 200 américain ainsi que dans les charts canadiens, norvégiens et danois. Il se vendra à plus de onze millions d'exemplaires rien qu'au États-Unis et à plus de vingt millions d'exemplaires dans le monde.
Le single With Arms Wide Open fut récompensé par le Grammy Award de la meilleure chanson rock en 2001.
Pendant l'été 2000, le bassiste Brian Marshall, aspiré dans la spirale négative des addictions à l'alcool et aux drogues, quitta le groupe. 

## Liste des chansons
- Tous les titres sont signés par Scott Stapp et Mark Tremonti

| No  | Titre                                      | Durée |
| --- | ------------------------------------------ | ----- |
| 1.  | Are You Ready?                             | 4:45  |
| 2.  | What If                                    | 5:18  |
| 3.  | Beautiful                                  | 4:20  |
| 4.  | Say I                                      | 5:15  |
| 5.  | Wrong Way                                  | 4:19  |
| 6.  | Faceless Man                               | 5:59  |
| 7.  | Never Die                                  | 4:51  |
| 8.  | With Arms Wide Open                        | 4:35  |
| 9.  | Higher                                     | 5:17  |
| 10. | Wash Away Those Years                      | 6:04  |
| 11. | Inside Us All                              | 5:49  |
| 12. | With Arms Wide Open                        | 4:00  |
| 13. | Young Grow Old (piste bonus pour l'Europe) | 4:48  |

## Musiciens
Creed
- Scott Stapp: chant
- Mark Tremonti: guitares, chœurs
- Brian Marshall: basse
- Scott Phillips: batterie, percussions

Musiciens additionnels
- John Kurzweg: orgue hammond B-3 sur Wrong Way
- Kirk Kesley: mandoline sur Wrong Way

## Charts et certifications
| Pays             | Durée du classement | Meilleur classement |
| ---------------- | ------------------- | ------------------- |
| Allemagne        | 32 semaines         | 9e                  |
| Australie        | 55 semaines         | 2e                  |
| Autriche         | 39 semaines         | 11e                 |
| Canada           | 41 semaines         | 1er                 |
| Danemark         | 18 semaines         | 1er                 |
| États-Unis       | 104 semaines        | 1er                 |
| Finlande         | 8 semaines          | 9e                  |
| Norvège          | 14 semaines         | 1er                 |
| Nouvelle-Zélande | 58 semaines         | 4e                  |
| Pays-Bas         | 13 semaines         | 80e                 |
| Royaume-Uni      | 5 semaines          | 29e                 |
| Suède            | 14 semaines         | 9e                  |
| Suisse           | 15 semaines         | 35e                 |

| Pays             | Certification | Ventes       | Date       |
| ---------------- | ------------- | ------------ | ---------- |
| Allemagne        | Or            | 150 000 +    | 2001       |
| Australie        | 4 × Platine   | 280 000 +    | 2001       |
| Autriche         | Or            | 25 000 +     | 10/08:2001 |
| Canada           | 6 × Platine   | 600 000 +    | 31/01:2001 |
| États-Unis       | 11 × Platine  | 11 000 000 + | 29/01/2004 |
| Nouvelle-Zélande | 5 × Platine   | 75 000 +     | 04/02/2001 |
| Royaume-Uni      | Or            | 100 000 +    | 22/07/2013 |

### Charts singles
| Année | Single              | Chart                  | Durée du classement | Position |
| ----- | ------------------- | ---------------------- | ------------------- | -------- |
| 1999  | Higher              | Hot 100                | 57 semaines         | 7e       |
| 1999  | Higher              | Mainstream Rock Tracks | 51 semaines         | 1er      |
| 1999  | Higher              | Alternative Songs      | 27 semaines         | 1er      |
| 1999  | Higher              | UK Singles Chart       | 3 semaines          | 47e      |
| 1999  | Higher              | Mega Top 50            | 6 semaines          | 64e      |
| 2001  | Higher              | Single Top 100         | 3 semaines          | 91e      |
| 2001  | Higher              | ARIA Charts            | 7 semaines          | 36e      |
| 2000  | What If             | Mainstream Rock Tracks | 26 semaines         | 3e       |
| 2000  | What If             | Alternative Songs      | 16 semaines         | 15e      |
| 2000  | With Arms Wide Open | Hot 100                | 47 semaines         | 1er      |
| 2000  | With Arms Wide Open | Mainstream Rock Tracks | 31 semaines         | 1er      |
| 2000  | With Arms Wide Open | Alternative Songs      | 26 semaines         | 2e       |
| 2000  | With Arms Wide Open | UK Singles Chart       | 5 semaines          | 13e      |
| 2000  | With Arms Wide Open | RPM Top Singles        | 9 semaines          | 2e       |
| 2001  | With Arms Wide Open | Single Top 100         | 9 semaines          | 42e      |
| 2001  | With Arms Wide Open | ARIA Charts            | 25 semaines         | 4e       |
| 2001  | With Arms Wide Open | Ö3 Austria Top 40      | 17 semaines         | 15e      |
| 2001  | With Arms Wide Open | VG-lista               | 10 semaines         | 6e       |
| 2001  | With Arms Wide Open | RMNZ Singles Top40     | 25 semaines         | 10e      |
| 2001  | With Arms Wide Open | Mega Top 50            | 6 semaines          | 75e      |
| 2001  | With Arms Wide Open | Schweizer Hitparade    | 12 semaines         | 70e      |
| 2000  | Are You Ready?      | Mainstream Rock Tracks | 28 semaines         | 4e       |
| 2000  | Are You Ready?      | Alternative Songs      | 4 semaines          | 37e      |